# TMEM35B
TMEM35B (англ. Transmembrane protein 35B) – білок, який кодується однойменним геном, розташованим у людей на 1-й хромосомі. Довжина поліпептидного ланцюга білка становить 154 амінокислот, а молекулярна маса — 16 885.
| 10         |  | 20         |  | 30         |  | 40         |  | 50         |
| ---------- |  | ---------- |  | ---------- |  | ---------- |  | ---------- |
| MALLLSVLRV |  | LLGGFFALVG |  | LAKLSEEISA |  | PVSERMNALF |  | VQFAEVFPLK |
| VFGYQPDPLN |  | YQIAVGFLEL |  | LAGLLLVMGP |  | PMLQEISNLF |  | LILLMMGAIF |
| TLAALKESLS |  | TCIPAIVCLG |  | FLLLLNVGQL |  | LAQTKKVVRP |  | TRKKTLSTFK |
| ESWK       |  |            |  |            |  |            |  |            |

A: Аланін

C: Цистеїн

D: Аспарагінова кислота

E: Глутамінова кислота

F: Фенілаланін

G: Гліцин

I: Ізолейцин

K: Лізин

L: Лейцин

M: Метіонін

N: Аспарагін

P: Пролін

Q: Глутамін

R: Аргінін

S: Серин

T: Треонін

V: Валін

W: Триптофан

Локалізований у мембрані.